# Madison Iseman
Madison Iseman (Myrtle Beach, 14 februari 1997) is een Amerikaans actrice.
Iseman is met haar televisiewerk bekend van de rollen als Charlotte in de CMT comedyserie Still the King en Lennon/Alison in de Prime Video tienerhorrorserie I Know What You Did Last Summer. Op het witte doek staat ze bekend met rollen als Bethany Walker in de komische avonturenfilm Jumanji: Welcome to the Jungle en het vervolg Jumanji: The Next Level, Sarah Quinn in de komische horrorfilm Goosebumps 2: Haunted Halloween en Mary Ellen in de horrorfilm Annabelle Comes Home, de zevende film uit The Conjuring Universe.

## Filmografie

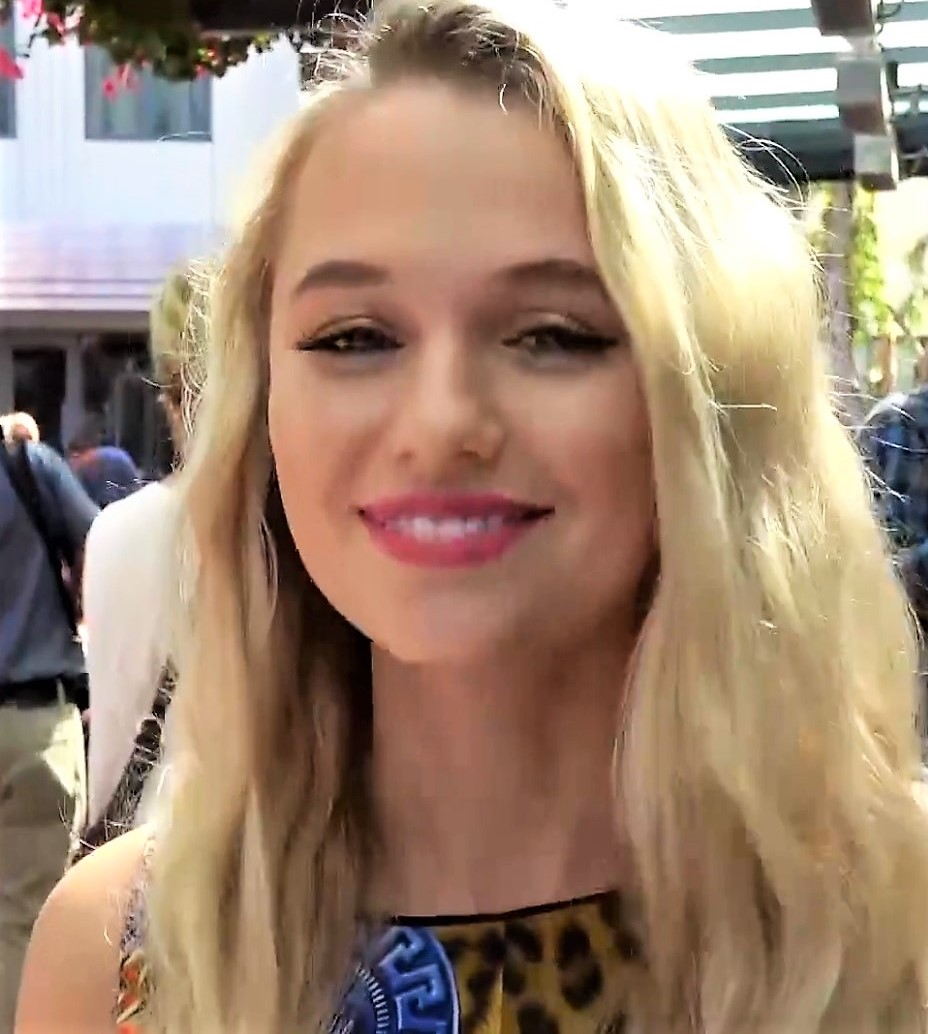
Iseman in 2018

### Film
| jaar | Titel                           | Rol             | Opmerkingen            |
| ---- | ------------------------------- | --------------- | ---------------------- |
| 2013 | Second Chances                  | Charity         |                        |
| 2015 | Despair Sessions                | Veronica        |                        |
| 2015 | The Better Half                 | Heather         |                        |
| 2015 | Tales of Halloween              | Lizzy           | Segment: "Sweet Tooth" |
| 2015 | Ghost Squad                     | Brandy          |                        |
| 2016 | Marriage of Lies                | Kinna           |                        |
| 2016 | Liza, Liza, Skies Are Grey      | Nancy           |                        |
| 2016 | Laid in America                 | Kaylee          |                        |
| 2016 | 48 Hours to Live                | jonge Sherilyn  |                        |
| 2017 | Beauty Mark                     | Pam             |                        |
| 2017 | Jumanji: Welcome to the Jungle  | Bethany Walker  |                        |
| 2018 | Goosebumps 2: Haunted Halloween | Sarah Quinn     |                        |
| 2019 | Annabelle Comes Home            | Mary Ellen      |                        |
| 2019 | Riot Girls                      | Nat             |                        |
| 2019 | Feast of the Seven Fishes       | Beth            |                        |
| 2019 | Jumanji: The Next Level         | Bethany Walker  |                        |
| 2020 | The Fox Hunter                  | Lily O'Connor   |                        |
| 2020 | The F**k-It List                | Kayla Pierce    |                        |
| 2020 | Acts of Revenge                 | Veronica        |                        |
| 2020 | Clouds                          | Amy Adamle      |                        |
| 2020 | Nocturne                        | Vivian Lowe     |                        |
| 2021 | Fear of Rain                    | Rain Burroughs  |                        |
| 2023 | Knights of the Zodiac           | Sienna / Athena |                        |

### Televisie
| Jaar      | Titel                           | Rol                       | Opmerkingen                                                                       |
| --------- | ------------------------------- | ------------------------- | --------------------------------------------------------------------------------- |
| 2014      | Modern Family                   | Sam                       | Aflevering: "Marco Polo"                                                          |
| 2015      | The Social Experiment           | Kaysee                    | Webserie; hoofdrol                                                                |
| 2015      | Henry Danger                    | Veronika                  | Aflevering: "Henry & the Bad Girl: Parts 1 & 2", "One Henry, Three Girls: Part 1" |
| 2015      | Kirby Buckets                   | Rebecca Vanderbuff        | Aflevering: "War and Pizza"                                                       |
| 2015      | The Bluffs                      | Leah                      | Onverkochte pilot                                                                 |
| 2016      | The Real O'Neals                | Madison                   | Aflevering: "The Real F Word"                                                     |
| 2016      | Those Who Can't                 | Becky Cosgrove            | Aflevering: "Oof, Nut City", "Of Lice and Men", "K-Pop Goes the Weasel"           |
| 2016      | I Know Where Lizzie Is          | Lizzie Holden             | Televisiefilm                                                                     |
| 2016      | Killer Coach                    | Emily                     | Televisiefilm                                                                     |
| 2016–2017 | Still the King                  | Charlotte                 | Hoofdrol                                                                          |
| 2017      | The Rachels                     | Rachel Nelson             | Televisiefilm                                                                     |
| 2021      | I Know What You Did Last Summer | Lennon Grant/Alison Grant | Hoofdrol                                                                          |
| 2022      | American Horror Stories         | Sam                       | Aflevering: "Necro"                                                               |